# Zeta Tucanae
Zeta Tucanae (ζ Tuc) – gwiazda w gwiazdozbiorze Tukana, odległa od Słońca o około 28 lat świetlnych.

## Charakterystyka
Zeta Tucanae jest gwiazdą dość podobną do Słońca, należącą do typu widmowego F9,5. Jest o 24% jaśniejsza niż Słońce, ma nieco wyższą temperaturę, równą 6015 K. Ma taką samą średnicę jak Słońce i o około 10% większą masę. Metaliczność jest niższa niż w przypadku Słońca. Prędkość obrotu nie jest mierzalna, co wskazuje, że oś obrotu jest skierowana w stronę Słońca. Utrudnia to poszukiwanie planet pozasłonecznych w otoczeniu tej gwiazdy. Tym niemniej rejestrowana nadwyżka promieniowania podczerwonego wskazuje, że gwiazdę otacza dysk materii. Gwiazda może mieć niedostrzeżoną bezpośrednio towarzyszkę.